# Edgar Wright
Edgar Howard Wright (ur. 18 kwietnia 1974 w Poole) – brytyjski reżyser, scenarzysta i aktor. Laureat nagrody Brama Stokera.

## Życiorys
Urodził się w Poole w Dorset w rodzinie pochodzenia żydowskiego. Dorastał głównie w Wells w Somerset, gdzie w latach 1985–1992 uczęszczał do The Blue School. 
Przy wielu produkcjach współpracował z Simonem Peggiem i Nickiem Frostem. Jako aktor wystąpił w kilkunastu filmach i serialach. Brał udział w stworzeniu scenariuszy do Przygód Tintina i Ant-Mana.
Wyreżyserował następujące filmy: A Fistful of Fingers (1994), Wysyp żywych trupów (2004), Hot Fuzz – Ostre psy (2007), Scott Pilgrim kontra świat (2010), To już jest koniec (2013), Baby Driver (2017), a także fałszywy trailer Don't zamieszczony w dylogii Grindhouse Quentina Tarantino oraz Roberta Rodrigueza.
Zasiadał w jury konkursu głównego na 74. MFF w Wenecji (2017).